# Agh Tape
Agh Tape (pers. اق تپه) – wieś w zachodnim Iranie, w ostanie Azerbejdżan Zachodni, w szahrestanie Szahin Deż. W 2006 roku liczyła 841 mieszkańców.